# Rhinodoras
Rhinodoras — рід прісноводних риб з родини Бронякові ряду сомоподібних. Має 5 видів. Викопні представники цих сомів відносяться до міоцену.

## Опис
Загальна довжина представників цього роду коливається від 9 до 50 см. Голова широка, зверху сплощена. Губи товсті, м'ясисті, розширені у кутах рота, утворюючи округле утворення. Є 3 пари невеличких вусиків. Очі помірного розміру. Тулуб присадкуватий, широкий. Шкіра зморшкувата. Уздовж бічної лінії тягнуться гострі шипоподібні пластинки. Спинний плавець високий, з короткою основою. Жировий плавець маленький. Анальний плавець з помірною довжиною. Хвостовий плавець розрізано.
Забарвлення жовте, біле та мармурове. З боків ці соми строкаті темного кольору з широкими темними барами.

## Спосіб життя
Воліють теплих та помірно теплих вод. Зустрічаються в повільних річках, на мілині, не глибше 3 м, піщано-кам'янистих ділянках річок, в стоячих водоймах — ставках і болотах. Ведуть нічний спосіб життя. Вдень відсиджуються серед корчів або в густих заростях рослинності. Живляться рибою, водними безхребетними.

## Розповсюдження
Мешкають у басейнах річок Амазонка, Оріноко, Такуто, Бранко, Парана, Апуре і озері Маракайбо.

## Види
- Rhinodoras armbrusteri
- Rhinodoras boehlkei
- Rhinodoras dorbignyi
- Rhinodoras gallagheri
- Rhinodoras thomersoni